# فرانچسکو ماتوتیا
فرانچسکو ماتوتیا (به ایتالیایی: Francesco Mattuteia) بازیکن فوتبال و اهل ایتالیا است که از سال ۱۹۲۴ میلادی عضو تیم ملی فوتبال ایتالیا بوده و در ۱ بازی ملی حضور داشته‌است. او در بازی‌های ملی‌اش گلی به ثمر نرساند.
فرانچسکو ماتوتیا آخرین بازی ملی خود را در سال ۱۹۲۴ میلادی انجام داد.